# Kepler-68 e
 (mai 2025).
Kepler-68 e est une exoplanète de type Jupiter froid en orbite autour de la son étoile hôte Kepler-68, située à environ 470,21 années-lumière de la Terre.

## Caractéristiques physiques
L'exoplanète se distingue par sa masse modérée de 0,27 MJ et son rayon de 1,00 RJ.

## Orbite
Elle orbite à 4,60  unités astronomiques de son étoile, une distance comparable à la ceinture d'astéroïdes (entre Mars et Jupiter) dans le système solaire.

## Découverte
L'exoplanète a été découverte par la méthode des vitesses radiales en 2023.

## Habitabilité
Les conditions d'habitabilité de cette exoplanète ne sont pas déterminées ou ne sont pas connues.